# Al-Kurnijja
Al-Kurnijja (arab. القُرنية) – miejscowość w Syrii, w muhafazie Hims. W 2004 roku liczyła 1329 mieszkańców.